# 髙山基彦
髙山 基彦（たかやま もとひこ、1986年1月10日 - ）は、静岡第一テレビ（Daiichi-TV、SDT）のアナウンサー。

## 人物
埼玉県出身。東京電機大学を卒業。学生時代より、モデルや俳優として雑誌や映画に出演。
2015年1月から2024年3月まで青森テレビに在籍したのち、同年4月に静岡第一テレビに入社。
身長178cm、血液型はA型。
以下の記載は放送局プロフィールから引用。
趣味はバスケットボール、自衛隊直伝の綱渡り、散歩、温泉巡り。
休日の過ごし方は息子の自転車練習、犬の散歩、ランニング。
好物はたこ焼き、ナガイモ、あんこ。
好きなアーティストは岡本真夜、星野源、BRADIO、Little Glee Monster。

## 現在の担当番組
- every.しずおか - キャスター（2024年4月 - ）

## 過去の担当番組
青森テレビ時代
- わっち!!中継担当→ニュース（金）
- ATVニュース
- Jリーグ中継（ヴァンラーレ八戸ホームゲーム、DAZN）

## テレビドラマ
- 怪談新耳袋 第4シリーズ 第4回（2005年3月17日、BS-i）
- ウルトラマンネクサス 第35話（2005年6月11日、TBS）